# 東海メディカルプロダクツ
株式会社東海メディカルプロダクツ（とうかいメディカルプロダクツ、英: Tokai Medical Products, Inc.）は、愛知県春日井市に本社を置く医療機器メーカー。日本初のIABPバルーンカテーテルを開発、医療用カテーテルを中心に製造している。心筋梗塞や狭心症などの患者の心臓の動きをサポートするIABPバルーンカテーテルで国産シェアナンバーワン。

## 沿革
1968年に、プラスチック加工会社・東海高分子化学の筒井宣政夫妻の間に生まれた次女には、重度の先天性心疾患があった。手術費用として2千万円余りを用意したが、次女が9歳のときに手術は不可能であることを宣告された。筒井は用意した資金を研究機関へ寄付することを考えたが、東京女子医科大学の医師から人工心臓の研究を勧められ、1981年に東海メディカルプロダクツを設立。8億円の資金を投じて人工心臓の動物実験までこぎつけたが、多額の費用が掛かるため人工心臓の開発を断念。これに代わり、IABP（大動脈内バルーンポンピング）バルーンカテーテルの開発を始めた。当時の同カテーテルはすべて輸入に頼っており、日本人の体格に合わないため合併症が頻発していた。そこで身長と血管の長さ・太さに相関関係があると考え、その統計結果を元に日本人向けのS、M、Lの3サイズのIABPバルーンカテーテルの開発に成功、1989年12月に発売を開始した。次女は1991年に23歳で他界したが、日本人工臓器学会との共同により、次女の名を冠した研究助成制度「Yoshimi Memorial T.M.P. Grant」を1996年より開始した。
このバルーンカテーテル誕生秘話を元に、CBCテレビ開局50周年記念スペシャルドラマ『命の奇跡』 やテレビ愛知のドキュメンタリー『町工場から生まれた命のカテーテル 不可能への挑戦と家族愛』、テレビ東京「ルビコンの決断」のほか、映画『ディア・ファミリー』 が制作されている。

## 受賞・栄典等
- 1989年 科学技術庁新技術事業団より「小型軽量大動脈内バルーンポンピング装置」に関する新技術の開発受託（国家プロジェクト）
- 厚生省（財）医療機器センターより新医療技術開発事業平成2年度より平成5年度に至り連続受託
- 1992年 第4回中小企業優秀新技術・新製品賞（協和中小企業振興財団、日刊工業新聞共催）受賞
- 1993年 第4回ニュービジネス大賞優秀賞受賞
- 1994年
  - 4月 第40回アメリカ人工臓器学会に於て国立循環器病センター研究所（松田武久生体工学部長）と、共同研究の薬剤投与の次世代PTCAが第4回Innovation Awardに決定
  - 通産省（財）ベンチャーエンタープライズセンター（VEC）より94年度債務保証成功プロジェクト表彰を受ける
  - 第3回京都ベンチャー大賞特別賞受賞
- 1996年
  - 日本バイオマテリアル学会1996年度学会賞受賞
  - 日本赤十字社金色有功章受章
  - 第47回日本発明くふうコンクール入賞
- 科学技術庁科学技術振興事業団 独創的研究成果育成事業に2年連続選定される（平成9年・10年）
- 1998年 平成10年度工業技術グランプリ 名古屋市長賞受賞
- 2002年
  - 筒井宣政会長（前社長）科学技術庁長官賞受賞
  - 筒井宣政会長（前社長）黄綬褒章受章
- 2003年
  - モノづくりブランドNAGOYA認定企業となる
  - 愛知ブランド認定企業となる
- 2007年 第40回中小企業研究センター賞 グッドカンパニー大賞優秀企業賞受賞
- 2008年 愛知県ファミリーフレンドリー企業認定
- 2009年 筒井宣政会長（前社長）薬事功労者 愛知県知事表彰
- 2010年 筒井宣政会長（前社長）薬事功労者 厚生労働大臣表彰
- 2011年
  - 筒井宣政会長（前社長）高分子学会 平成23年度フェロー受賞
  - 筒井宣政会長（前社長）旭日双光章受章

## 事業所
- 本社 - 〒486-0808 愛知県春日井市田楽町字更屋敷1485番地
- 土岐事業所 - 〒509-5132 岐阜県土岐市泉町大富元伍所210-3
- 土岐第二事業所 - 〒509-5202 岐阜県土岐市下石町304-192
- 高蔵寺工場 - 〒487-0032 愛知県春日井市高森台四丁目8番43
- イノベーションセンター「ミライ」-〒486-0917愛知県春日井市美濃町三丁目20-18

## テレビ番組
- 日経スペシャル カンブリア宮殿 医療の未来を切り拓く挑戦者たち スペシャル（2015年1月8日、テレビ東京）[5]
- 経済ドキュメンタリードラマ ルビコンの決断最終回スペシャル（2010年9月16日、テレビ東京）

## 書籍

### 関連書籍
- 『感動ストーリーズ(4) 愛すればこそ』（2009年2月17日、学習研究社）ISBN 9784055006118 - 娘の病気のために、新しい医療器具を開発（筒井宣政） ほか全5編を収録